# Funktionalisme (filosofi)
 For alternative betydninger, se Funktionalisme. (Se også artikler, som begynder med Funktionalisme)
Funktionalismen i samfundsvidenskaben og psykologien prøver at forstå menneskesindet og samfundet som helheder (dvs. totaliteter), med en tendens til selvbevarelse. Funktionalisme er samtidig det modsatte af føderalisme.[kilde mangler]
| filosofi | Spire Denne filosofiartikel er en spire som bør udbygges. Du er velkommen til at hjælpe Wikipedia ved at udvide den. |